# NGC 5334
NGC 5334 = IC 4338 ist eine lichtschwache Balken-Spiralgalaxie vom Hubble-Typ SBc im Sternbild Jungfrau auf der Ekliptik. Sie ist schätzungsweise 60 Millionen Lichtjahre von der Milchstraße entfernt und hat einen Durchmesser von etwa 75.000 Lichtjahren. 

Im selben Himmelsareal befindet sich u. a. die Galaxie NGC 5345.
Die Typ-II?-Supernova SN 2003gm wurde hier beobachtet.
Das Objekt wurde am 15. April 1787 von Wilhelm Herschel mit einem 18,7-Zoll-Spiegelteleskop entdeckt, der sie dabei mit „cF, cL, R, vlbM, resolvable, 5′ diameter“ beschrieb.

Eine zweite Entdeckung, die unter IC 4338 geführt wird, erfolgte am 20. April 1897 durch Lewis A. Swift. Dieser beschrieb sie dabei mit „vL, eF, C[sic]E n & s; in field with 5334. A F st close to each end of major axis. See note“ und notierte zusätzlich „This is a remarkable object. I have never seen one just like it. It resembles an elliptical planetary nebula. The light is evenly diffused, and the limb sharp as a planet. Strange, Sir William Herschel missed it, being so near his III 665. Munich 9619 is nf 121 seconds“.